# Volejbol'nyj klub Fakel
Il Volejbol'nyj Klub Fakel (in russo волейбольный клуб Факел?) è un club di pallavolo maschile russo, con sede a Novyj Urengoj: milita nel campionato russo di Superliga.

## Storia
La società è stata fondata nel 1996, e dal suo primo anno partecipa al massimo campionato nazionale, la Superliga. Ottiene in ogni stagione piazzamenti che valgono la salvezza. Nel 2006 acquista il giocatore italiano Matej Černič, che però resta in rosa solo per una stagione. A metà del 2007 la squadra conquista il primo trofeo della sua storia: la Coppa CEV, l'ultima edizione prima della "promozione" al rango di secondo trofeo continentale, sconfiggendo in finale la Pallavolo Piacenza.
Nell'annata 2016-17 si aggiudica la Challenge Cup.

## Rosa 2014-2015
| N° | Nome               | Ruolo | Data di nascita  | Nazionalità sportiva |
| -- | ------------------ | ----- | ---------------- | -------------------- |
| 1  | Roman Martynjuk    | L     | 13 aprile 1987   | Russia               |
| 2  | Il'ja Vlasov       | C     | 3 agosto 1995    | Russia               |
| 4  | Vadim Lichošerstov | C     | 23 gennaio 1989  | Russia               |
| 7  | Igor' Kolodinskij  | P     | 7 luglio 1983    | Russia               |
| 10 | Aleksej Samojlenko | C     | 23 giugno 1985   | Russia               |
| 11 | Igor' Tjurin       | S/O   | 13 giugno 1987   | Russia               |
| 12 | Anton Fomenko      | S     | 18 ottobre 1987  | Russia               |
| 13 | Vladimir Šiškin    | L     | 2 febbraio 1990  | Russia               |
| 14 | Maksim Maksimenko  | L     | 13 novembre 1994 | Russia               |
| 15 | Dmitrij Volkov     | S     | 25 maggio 1995   | Russia               |
| 16 | Valentin Bezrukov  | P     | 26 gennaio 1990  | Russia               |
| 17 | Artëm Tochtaš      | C     | 17 aprile 1986   | Russia               |
| 18 | Egor Kljuka        | S     | 15 giugno 1995   | Russia               |

## Palmarès
- Coppa CEV/Challenge Cup: 2

2006-07, 2016-17